# نورمان ميلر
نورمان كينغسلي ميلر (بالإنجليزية: Norman Kingsley Mailer) (31 يناير 1923 - 10 نوفمبر 2007) هو روائي أمريكي وصحفي وكاتب مقالات وكاتب مسرحي وصانع أفلام وممثل وناشط سياسي ليبرالي. نُشرت روايته «العراة والموتى» في عام 1948 وأكسبته شهرة مبكرة وواسعة. فازت روايته غير الخيالية «جيوش الليل» عام 1968 بجائزة بوليتزر عن فئة رواية غير خيالية وجائزة الكتاب الوطني. تعَد أغنية الجلاد أكثر أعماله شهرة، وقد حازت على جائزة بوليتزر لعام 1979 عن فئة الخيال. في أكثر من ستة عقود من العمل، كان لميلر 11 كتابًا من الأكثر مبيعًا، أي كتابًا واحد على الأقل في كل عقد من العقود السبعة بعد الحرب العالمية الثانية، وبهذا كان أكثر من أي كاتب أمريكي آخر بعد الحرب.
يعَد ميلر مبتكرًا لـ«غير الخيالية الإبداعية» أو «الصحافة الجديدة»، إلى جانب ترومان كابوتي، جوان ديديون، وهانتر طومسون، وتوم وولف، وهو نوع يستخدم أسلوب الخيال الأدبي وأدواته في الصحافة القائمة على الحقائق. اشتهر ميلر أيضًا بمقالاته، أشهرها التي أعيد طبعها هي «الزنجي الأبيض». لقد كان معلقًا وناقدًا ثقافيًا، معبرًا عن آرائه ضمن رواياته والصحافة والمقالات والظهور الإعلامي المتكرر. في عام 1955، أسس هو وثلاثة آخرون، ذا فيليج فويس وهي صحيفة أسبوعية موجهة نحو الفنون والسياسة تُنشر في غرينويش فيليج. في عام 1960، أدين بالاعتداء وخدم مدة ثلاث سنوات تحت المراقبة بعد أن طعن زوجته أديل موراليس بسكين جيب، وكاد يقتلها. في عام 1969، قام بحملة فاشلة ليصبح رئيس بلدية نيويورك.

## نشأته
ولد ناخيم (نورمان) ماليخ («الملك») ميلر لعائلة يهودية في لونغ برانش، نيو جيرسي في 31 يناير 1923. كان والده، إسحاق بارنيت ميلر، المعروف باسم «بارني»، محاسبًا وولد في جنوب أفريقيا، وكانت والدته فاني (ني شنايدر) تدير وكالة تدبير منزلي ودور رعاية. ولدت أخت ميلر، باربرا، في عام 1927.
ترعرع ميلر في بروكلين، نيويورك، وتخرج من مدرسة بويز الثانوية ودخل جامعة هارفارد في عام 1939، عندما كان عمره 16 عامًا. كطالب جامعي، كان عضوًا في مجتمع الخاتم. في جامعة هارفارد، تخصص في العلوم الهندسية، لكنه اختار غالبية المقررات الاختيارية من مقررات تعليم الكتابة. نشر قصته الأولى، «أعظم شيء في العالم»، في عمر 18 عامًا، وفاز بمسابقة الكلية لمجلة ستوري في عام 1941.
بعد تخرجه في عام 1943، تزوج ميلر من زوجته الأولى بياتريس «بيا» سيلفرمان في يناير 1944، قبل تجنيده في الجيش الأمريكي مباشرة. على أمل الحصول على تأجيل من الخدمة، جادل ميلر بأنه كان يكتب «عمل أدبي مهم» يتعلق بالحرب. رُفض هذا التأجيل، وأُجبر ميلر على دخول الجيش. بعد التدريب في فورت براغ، تمركز ميلر في الفلبين مع سلاح الفرسان 112.
في الفترة التي قضاها في الفلبين، عُين ميلر لأول مرة في مقر الفوج طابعًا، ثم عُين عامل أسلاك. في أوائل عام 1945، بعد تطوعه لفصيلة الاستطلاع، أكمل أكثر من أربع وعشرين دورية في المناطق المتنازع عليها، وشارك في عدد قليل من المعارك والمناوشات. بعد الاستسلام الياباني، أُرسل إلى اليابان ضمن جيش الاحتلال، ورُقي إلى رقيب، وصار بموقع طباخ أول.
عندما سئل عن تجربته في الحرب، قال إن الجيش كان «أسوأ تجربة في حياتي، والأهم أيضًا». في أثناء وجوده في اليابان والفلبين، كتب ميلر إلى زوجته بيا يوميًا تقريبًا، وأصبحت هذه الرسائل التي يبلغ عددها 400 رسالة هي أساس العراة والموتى. واستند إلى تجربته كرجل بندقية استطلاعي للحبكة الرئيسة للرواية: دورية طويلة خلف خطوط العدو.

## نورمان ميلر الروائي
كتب ميلر 12 رواية في 59 سنة. بعد إكمال دورات في اللغة والثقافة الفرنسية في جامعة باريس في 1947-1948، عاد إلى الولايات المتحدة بعد فترة وجيزة من نشر رواية العراة والموتى في مايو 1948. دخلت الرواية قائمة نيويورك تايمز لأكثر الكتب مبيعًا مدة 62 أسبوعًا، وكانت الرواية الوحيدة من روايات ميلر التي وصلت إلى المركز الأول. أشاد بها الكثيرون باعتبارها واحدة من أفضل الروايات التي تصور زمن الحرب في أمريكا وأدرجت في قائمة تضم أفضل مئة رواية باللغة الإنجليزية في القرن العشرين من قبل دار مودرن لايبراري. باع الكتاب الذي صنع سمعة الكاتب أكثر من مليون نسخة في عامه الأول، (ثلاثة ملايين بحلول عام 1981) ولم تتوقف طباعته مطلقًا. ما يزال يصنف على أنه واحد من الكتب الأدق في تصوير قتال الأميركيين في أثناء الحرب العالمية الثانية.
لم تلقَ رواية البربري شور (1951) استحسان النقاد. كانت الرواية مثلًا سرياليًا للسياسة اليسارية في الحرب الباردة، وتقع أحداثها في نزل في بروكلين، وتُعد أكثر رواية متعلقة بالسيرة الذاتية لميلر. استوحى روايته لعام 1955، ذا ديير بارك، من خبرته في كتابة السيناريو في هوليوود من 1949 إلى 1950. رفضها 7 ناشرين في البداية بسبب محتواها الجنسي المزعوم قبل نشرها من قبل دار بتنام. لم يكن نجاح الرواية نجاحًا حاسمًا، ولكنها دخلت قائمة أفضل الكتب مبيعًا، وبيع أكثر من 50,000 نسخة في عامها الأول، ويعتبرها بعض النقاد أفضل رواية هوليود منذ رواية نثنائيل وست، يوم الجراد.
كتب ميلر روايته الرابعة، حلم أمريكي، على شكل سلسلة في مجلة إسكواير على مدى ثمانية أشهر (من يناير إلى أغسطس 1964)، ونشر الفصل الأول بعد شهرين من كتابته. في مارس 1965، نشرت دار دايل بريس نسخة منقحة. حصلت الرواية عمومًا على تقييمات نقدية متباينة، لكنها كانت من أكثر الكتب مبيعًا. امتدحتها جوان ديديون في تقييمها النقدي في مجلة ناشيونال ريفيو (20 أبريل 1965) وجون دبليو. ألدريدغ أيضًا في تقييمه النقدي في مجلة لايف (19 مارس 1965)، في حين أن إليزابيث هاردويك انتقدتها في بارتيزن ريفيو (ربيع 1965).
في عام 1980، فازت رواية أغنية الجلاد، «رواية حياة واقعية» لميلر -عن حياة القاتل غاري جيلمور ومقتله- بجائزة بوليتزر عن فئة الخيال. عكست جوان ديديون آراء العديد من القراء عندما وصفت الرواية بأنها «كتاب مذهل للغاية» في نهاية تقييمها النقدي في الصفحة الأولى في مجلة نيويورك تايمز للتقييم النقدي للكتب.
قضى ميلر وقتًا أطول في كتابة رواية أمسيات قديمة، روايته عن مصر في أثناء حكم الأسرة المصرية العشرين (تقريبًا 1100 قبل الميلاد)، مقارنةً بأي من كتبه الأخرى. عمل عليها لفترات من عام 1972 حتى عام 1983. وكانت أيضًا من أكثر الكتب مبيعًا، على الرغم من أن التقييمات النقدية كانت سلبية عمومًا. قال هارولد بلوم في تقييمه النقدي إن الكتاب «يعطي مؤشرات على الاقتطاع»، و«يمكن أن يكون الكتاب أطول بمقدار نصف طوله الأصلي، لكن لن يتمنى أي قارئ ذلك»، بينما وصفه ريتشارد بويرير بأنه «أكثر كتاب جريء» لميلر.
ظهرت رواية شبح هارلوت، أطول روايات ميلر (1310 صفحة)، في عام 1991 وحصلت على أفضل تقييمات له منذ أغنية الجلاد. كانت الرواية استقصاء للدراما غير المروية لوكالة المخابرات المركزية الأمريكية من نهاية الحرب العالمية الثانية حتى عام 1965. بحث ميلر كثيرًا لكتابة الرواية التي ما تزال على قوائم القراءة لوكالة المخابرات المركزية. أنهى الرواية مع عبارة «تتبع» وخطط لكتابة تكملة، بعنوان قبر هارلوت، لكن مشاريع أخرى حالت دون ذلك ولم يكتبها أبدًا. بيع عدد كبير من النسخ لرواية شبح هارلوت.

## روابط خارجية
- نورمان ميلر على موقع IMDb (الإنجليزية)
- نورمان ميلر على موقع ميتاكريتيك (الإنجليزية)
- نورمان ميلر على موقع الموسوعة البريطانية (الإنجليزية)
- نورمان ميلر على موقع روتن توميتوز (الإنجليزية)
- نورمان ميلر على موقع مونزينجر (الألمانية)
- نورمان ميلر على موقع ألو سيني (الفرنسية)
- نورمان ميلر على موقع ميوزك برينز (الإنجليزية)
- نورمان ميلر على موقع تيرنر كلاسيك موفيز (الإنجليزية)
- نورمان ميلر على موقع أول موفي (الإنجليزية)
- نورمان ميلر على موقع قاعدة بيانات الأفلام السويدية (السويدية)